# Stiftung Artenschutz

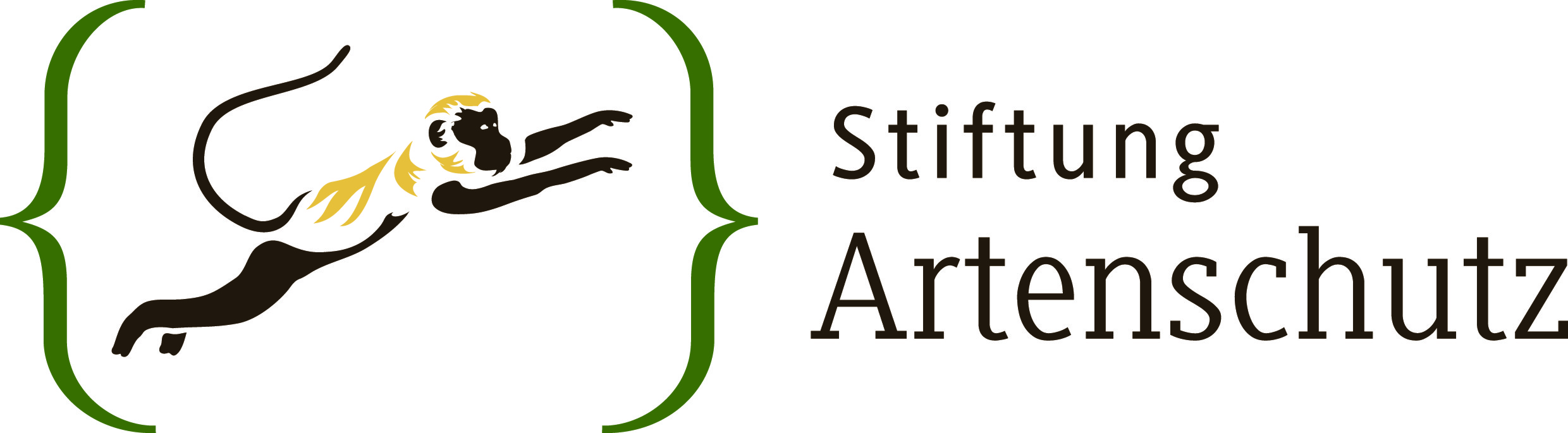
Logo der Stiftung Artenschutz

Die Stiftung Artenschutz wurde am 25. März 2001 in Münster gegründet. Ihr Ziel ist es, existenziell gefährdete Tierarten und ihren angestammten Lebensraum zu erhalten. 
Dabei werden Tierarten gefördert, für deren Schutz es bislang keine ausreichende Finanzierung gibt, obwohl sie laut der „Roten Liste“ der Weltnaturschutzorganisation (IUCN) in ihrem Fortbestand hoch bedroht sind.

## Aufgabenbereiche laut Satzung
Zweck der Stiftung ist die Förderung des Natur-, Arten- und Umweltschutzes sowie des Tierschutzes, der Wissenschaft und Forschung, der Bildung sowie der Völkerverständigung und Entwicklungshilfe.
Oberste Priorität hat dabei die Erhaltung der Artenvielfalt. Im Mittelpunkt der Stiftungsarbeit stehen Erhaltungsmaßnahmen für kritisch bedrohte Tierarten, die unmittelbar vor der Ausrottung stehen, wenig bekannt sind und für deren Schutz noch nicht die benötigte finanzielle Unterstützung besteht. Maßnahmen werden, soweit möglich, im Heimatland der Art durchgeführt (sog. In-situ-Schutz). Allerdings werden auch Ex-situ-Schutzprojekte in Angriff genommen, wenn es zur Erreichung der Ziele erforderlich sein sollte.
Die Arbeit der Stiftung erfolgt im Geiste des internationalen Übereinkommens über die biologische Vielfalt von Rio 1992.

## Vorgehensweise und Finanzierung
Die Stiftung Artenschutz arbeitet mit inzwischen über 47 nationalen und internationalen Zoologischen Gärten, Tierparks und Umweltschutzorganisationen zusammen. Diese Zusammenarbeit garantiert den Zugang zu einer breiten Öffentlichkeit sowie den Austausch von Erfahrungen im Bereich des Natur- und Artenschutzes.
Finanziert werden die Artenschutzprojekte vor allem durch Kooperationen mit Zoologischen Gärten, Tierparks, Umweltschutzorganisationen, Wirtschaftsunternehmen und Privatspendern.

## Projekte und Erfolge
Die Stiftung Artenschutz fördert u. a. folgende Projekte:
- Goldkopflangur und Nördlicher Gelbwangen-Schopfgibbon in Vietnam
- Titicaca-Riesenfrosch in Bolivien
- Learara in Brasilien
- Amurleopard im russischen Fernen Osten; China
- Korallenschnabel-Hornvogel, Tariktik-Hornvogel und Streifenuhu auf den Philippinen
- Bawean-Pustelschwein (Sus verrucosus blouchi) in Indonesien
- Blauaugenibis auf Madagaskar
- Quetzal in Guatemala
- Buschmannhase in Südafrika
- Äthiopischer Wolf
- Roloway-Meerkatze in Ghana und der Elfenbeinküste

Zudem engagieren sich die Stiftung Artenschutz und das Amphibien-Schutzprogramm der Zoos und Privathalter im deutschsprachigen Raum aktiv für den Amphibienschutz. Die Stiftung Artenschutz hat hierzu das Sonderkonto „Amphibien-Fonds“ eingerichtet, aus dem jedes Jahr Projekte für den Schutz, die Erforschung und die Erhaltungszucht von Amphibien gefördert werden.
Die bislang umfangreichste Unterstützung erfährt das Projekt Angkor Centre for Conservation of Biodiversity (ACCB). Dieses Naturschutzzentrum, das erste dieser Art in Kambodscha, hat sich neben der gezielten Erhaltungszucht stark bedrohter kambodschanischer Tierarten insbesondere die Ausbildung der lokalen Bevölkerung und die Schulung zur nachhaltigen Nutzung natürlicher Ressourcen zum Ziel gesetzt.
Darüber hinaus erarbeitet die Stiftung Artenschutz die konzeptionelle und inhaltliche Entwicklung gemeinsamer Kampagne, z. B. Informationskampagne gegen den illegalen Wildtierhandel.

## Struktur
Die Stiftung setzt sich aus dem Vorstand, dem Beirat und den Mitarbeitern der Geschäftsstelle zusammen.